# Messier 10
Messier 10 (NGC 6254) é um aglomerado globular de estrelas na constelação de Ofiúco. Foi descoberto pelo francês Charles Messier em 29 de maio de 1764, que catalogou o sistema como o décimo objeto de sua lista. Messier descreveu o aglomerado como uma nebulosa sem estrelas, embora anos mais tarde, William Herschel, descobridor de Urano, tenha descoberto que o sistema era formado por milhares de estrelas distintas.
O aglomerado tem um diâmetro angular de cerca de 20 minutos de arco, cerca de dois terços do diâmetro angular da Lua na abóbada celeste, correspondendo a um diâmetro real de 80 anos-luz. Sua distância da Terra é de cerca de 14 300 anos-luz.

## Descoberta e visualização
O aglomerado globular foi descoberto pelo astrônomo francês Charles Messier em 29 de maio de 1764 e descrita por ele como uma nebulosa sem estrelas. William Herschel foi o primeiro a resolver suas estrelas mais brilhantes cerca de 20 anos mais tarde.

## Características

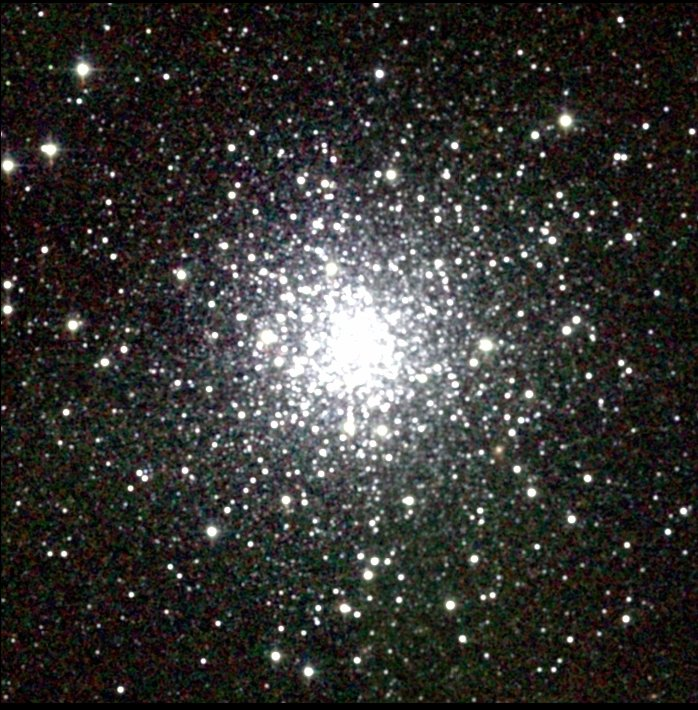
Messier 10, projeto 2MASS

Tem uma magnitude aparente 7 e um diâmetro aparente de cerca de 20 minutos de arco em fotografias de longa exposição, o que corresponde a um diâmetro real de 83 anos-luz, considerando a sua distância em relação à Terra de 14 300 anos-luz. Seu núcleo mais brilhante tem menos da metade do diâmetro total, cerca de 35 anos-luz. Pertence à classe VII em densidade estelar segundo a classificação de Harlow Shapley e Helen Sawyer Hogg, onde aglomerados de classe I são os mais densos e os de classe XII são os menos densos.
Está se afastando radialmente da Terra a uma velocidade de 69 km/s e contém apenas três estrelas variáveis, segundo Robert Burnham, Jr., ou quatro, de acordo com Rinaldo Monella. O aglomerado completa uma órbita em torno do centro da Via-Láctea em cerca de 140 milhões de anos, cruzando o disco galáctico a cada 53 milhões de anos. Sua órbita tem uma excentricidade de 0,21.

## Galeria

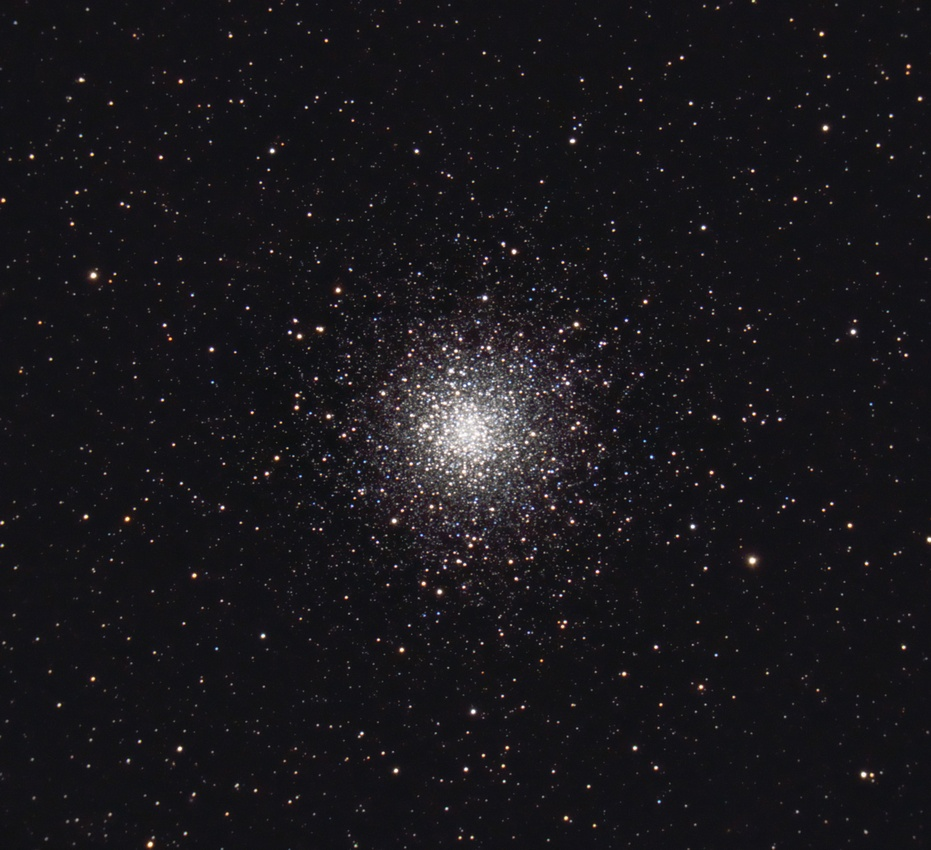
Messier 10, Hunter Wilson
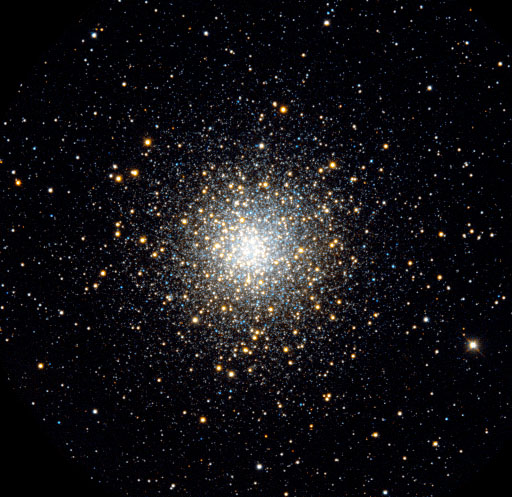
Messier 10, Observatório de Hoher List, Alemanha